# Caza TIE
En el universo ficticio de la saga cinematográfica Star Wars los cazas TIE (se pronuncia «cazas tai») son cazas estelares de uno o dos tripulantes que se caracterizan por ser pequeños, rápidos y maniobrables. Con un casco central de forma esférica y dos grandes paneles solares laterales, el caza TIE se ha convertido con el tiempo en un clásico muy popular entre los diseños de naves espaciales de ciencia ficción. Por otro lado, tanto en las películas de la saga como en las obras del universo expandido, se han desarrollado otras configuraciones de caza TIE.

## Descripción general
El acrónimo «TIE» se corresponde con el término en inglés «twin ion engine» y significa literalmente «motor iónico doble» (o «motor iónico gemelo»). Efectivamente el caza está propulsado por dos motores laterales situados en la parte trasera de su casco esférico central. En las correspondientes escenas de las películas de la saga, los motores de la nave son fácilmente reconocibles por la emisión de dos puntos de pálida luz roja. Cada uno de esos dos puntos de luz es el haz de iones que cada motor proyecta hacia atrás para propulsar el caza hacia delante. El chorro propulsor de iones proviene del combustible del caza, embarcado a bordo en un depósito situado justo debajo del asiento del piloto, en la parte baja de la esfera central del casco. A partir del momento en que el piloto enciende los motores, los átomos del combustible (constituido por gas radiactivo) son aspirados del depósito y llevados a los paneles solares laterales. Allí son acelerados en el interior de un circuito situado en cada panel solar lateral (el panel de estribor alimenta el motor derecho y el panel de babor alimenta el motor izquierdo) hasta ser ionizados en un flujo constante encerrado en el circuito. Una vez bien ionizados (aunque todo esto sucede en fracciones de segundo), los átomos de combustible son brutalmente expulsados por las dos pequeñas góndolas de expulsión traseras, propulsando de este modo el caza espacial a muy altas velocidades y produciendo el sonido característico de «rugido» audible en las películas de Star Wars. Naturalmente, al no haber sonido en el vacío del espacio, el característico rugido de los cazas TIE no es más que un elemento de ambientación propio de la fantasía y de la libertad de representación que caracterizan el género de la ópera espacial.
En la ficción de Star Wars los cazas TIE fueron diseñados y producidos por una compañía ficticia (los Sistemas de Flota Sienar, en inglés Sienar Fleet Systems) para el Imperio Galáctico con el objetivo de tener la capacidad en todo momento de desplegar rápidamente escuadrones de cazas de superioridad espacial y de este modo ejercer el dominio en la Galaxia. Para alcanzar este objetivo, fueron concebidos para poder ser fabricados en serie rápidamente. Cuando estalló la Guerra Civil Galáctica los cazas imperiales fueron utilizados masivamente para combatir a las naves de la Alianza Rebelde. Durante ese conflicto los cazas TIE estaban básicamente pilotados por un único piloto, pero unos treinta años después del fin de la Guerra Civil, durante el conflicto representado en el episodio VII (El despertar de la Fuerza) los cazas TIE pasaron a ser los cazas básicos de la Primera Orden, heredera espiritual del Imperio Galáctico, y como mínimo uno de sus modelos de caza TIE era biplaza (el TIE/sf).
Las características básicas de un caza TIE se basan en dos exigencias: por un lado eficacia en el combate espacial (con buenas capacidades en materia de velocidad, maniobrabilidad y armamento) y por otro lado un bajo costo de producción, para que el aparato pueda ser fabricado en serie fácilmente, en las gigantescas cantidades de efectivos necesarios y estar de este modo presente en los teatros de operaciones de toda una galaxia. Es por esta razón (el abaratamiento de costes) que los cazas TIE sufren de cuatro grandes defectos de los que no sufren otros tipos de caza espacial:
- Los cazas TIE no tienen motores dotados de hiperimpulsor, es decir que no pueden saltar al hiperespacio y de este modo viajar a la velocidad de la luz. Para poder ser desplegados en el teatro de operaciones son transportados a bases terrestres o espaciales o, en la mayor parte de casos, son desplegados desde los hangares de grandes cruceros espaciales como los destructores estelares, dotados ellos de hiperimpulsores capaces de realizar viajes interestelares. Los destructores estelares funcionan como una nave nodriza para todas las naves más pequeñas que transportan en sus hangares.
- Los cazas TIE no tienen asientos eyectables con sistemas de soporte de vida que permitan al piloto o a la tripulación sobrevivir en el vacío del espacio. Esta decisión no sólo abarata los costes de producción sino que hace parte de la política de dictadura totalitaria del Imperio Galáctico, en la que la misión atribuida a los combatientes tiene más valor que la vida de los combatientes mismos.
- Los cazas TIE no tienen cabinas presurizadas con atmósfera interna y sistema de gravedad artificial (al menos no los que fueron concebidos y fabricados por el Imperio durante la Guerra Civil). En ausencia de aire en la cabina la tripulación de un caza TIE utiliza un traje espacial que integra una máscara respiratoria con la que poder respirar. El casco y el traje espacial constituyen el uniforme del piloto o del personal navegante y tanto en el Imperio como en la Nueva Orden son de color negro.
- Los cazas TIE no tienen escudos deflectores que protejan al aparato y su tripulación de los impactos de las armas enemigas. Una vez más se aplica aquí el principio de darle la primacía al abaratamiento de los costes, por encima de la seguridad personal de los combatientes.

Esta configuración de factores hace que por un lado el caza TIE sea sin ninguna duda uno de los cazas más rápidos y maniobrables de la galaxia, por lo que es muy temido por sus enemigos, pero por otro lado su fragilidad hace que los pilotos TIE se encuentren entre los pilotos con menor esperanza de vida. Así pues, la principal estrategia del Imperio es la supremacía numérica: no importa cuántas naves sean destruidas o cuántos pilotos se pierdan si el objetivo principal se cumple. Los ataques TIE se componen de cientos de estas naves, hecho que se ve facilitado por la rápida producción de las mismas: por cada TIE destruido en combate, miles más se construirán.
El caza TIE estándar (modelo «ln», durante la Guerra Civil Galáctica) está armado con dos cañones láser SFS L S-1. Estas armas láser, de extraordinaria potencia y cadencia de tiro, producen un característico siseo al ser disparadas. La fabricación de estas naves es modular: se fabrican por separado la cabina y las alas, y en otra factoría se ensamblan. Este factor abarata también enormemente el precio final de la nave y hace que la producción en serie sea extremadamente rápida.[cita requerida]

## Variedad de modelos e historia operacional
La forma básica de los primeros modelos de caza TIE es la de una esfera central para el casco de la nave, con dos paneles solares hexagonales laterales. Modelos de este tipo se ven en toda la trilogía clásica (episodios IV, V y VI). Antes de la batalla de Yavin el Imperio desarrolló un prototipo con escudos deflectores, atmósfera interna e hiperimpulsor, el TIE Avanzado X-1, pero no fue producido en serie y el único prototipo existente se convirtió en el caza personal de Lord Darth Vader, el brazo derecho del emperador durante la Guerra Civil. En el episodio IV de la saga, Darth Vader pilotó este caza y sobrevivió gracias a la particular solidez de la nave, y también gracias a su hiperimpulsor, que tras su huida le permitió hacer un salto hiperespacial y alcanzar así un sistema estelar imperial.
También con anterioridad a la batalla de Yavin Sistemas de Flota Sienar puso a punto otros tipos de vehículos TIE, no siempre destinados a la caza espacial. Por ejemplo para el abordaje del Tantive IV (la nave consular de la princesa Leia, una corbeta corelliana) Lord Vader y sus tropas utilizaron una nave de abordaje TIE (designación de modelo: «TIE/br»), un tipo de TIE que se utiliza para penetrar en el casco de naves espaciales capturadas y realizar abordajes de tropas en el interior. La nave fue diseñada por Joe Johnston para esa secuencia del episodio IV, pero se decidió rodar la escena mostrando únicamente la llegada de las tropas imperiales desde el interior del Tantive IV y finalmente este tipo de TIE nunca apareció en pantalla. Los archivos de Lucasfilm conservan el diseño gráfico del vehículo y una ilustración que lo representa está presente en los libros de planos de naves de los célebres ilustradores Hans Jenssen y Richard Chasemore. En la traducción al castellano de su primer libro sobre vehículos de Star Wars (La guerra de las galaxias: Vistas en sección de vehículos y naves, Ediciones B, 1999), el TIE de abordaje es llamado «caza TIE de abordaje», a pesar de no ser un caza. El término original en inglés es TIE boarding craft («nave de abordaje TIE»). La nave de abordaje, con paneles solares inclinados hacia el interior, está constituida por un doble fuselaje cilíndrico. En la parte frontal del fuselaje de estribor se encuentra la cabina de pilotaje mientras que las tropas de abordaje se alojan en el resto de la nave.
La lanzadera (o transbordador) TIE y el bombardero TIE tienen la misma configuración que la nave de abordaje TIE: casco doble y alas inclinadas hacia el interior.
 Ambos aparecen en el episodio V y vistos desde el exterior, a simple vista, sólo se diferencian en que el bombardero dispone de un contenedor externo de bombas de caída libre, naturalmente ausente en la lanzadera TIE, armada ella con un único cañón láser. De los dos fuselajes paralelos del bombardero TIE, también es el de estribor el que alberga el piloto (el bombardero es monoplaza) y el de babor alberga misiles y torpedos, incluyendo en su parte ventral el susodicho contenedor externo de bombas. Un escuadrón de bombarderos TIE fue utilizado por el Imperio en el episodio V de la saga, tras la batalla de Hoth, para hostigar a los forajidos del Halcón Milenario y forzarlos a salir de su escondite, un sistema de túneles situados en el interior de un asteroide gigantesco. Por su lado, la lanzadera TIE es visible en el episodio V muy fugazmente en la corta duración del plano en el que el vehículo desciende del hangar ventral del destructor estelar Vengador para transportar al capitán Lorth Needa a bordo del superdestructor Ejecutor, nave personal de Lord Darth Vader y buque insignia de la Marina Imperial.
Poco después de la batalla de Yavin, además de la lanzadera TIE y del bombardero TIE, el Imperio también puso en servicio una versión TIE de intercepcción: el interceptor TIE. Se trata del modelo de TIE más rápido, más maniobrable y mejor armado del Imperio Galáctico. Los cuatro extremos de sus paneles solares inclinados están armados cada uno con un cañón láser, mientras que el caza TIE estándar sólo tiene dos cañones láser que disparan desde el casco central. Algunos escuadrones de interceptores TIE participaron en la batalla de Endor (la batalla final en el episodio VI) y también en algunas batallas posteriores (mencionadas en obras del universo expandido), aunque todas ellas todavía durante el período en el que la Alianza Rebelde se encontraba erradicando los restos del Imperio.
En el período posterior al Imperio, y por lo que puede verse tanto en el episodio VII de la saga como en la literatura relacionada, existen dos nuevas variantes mejoradas de este aparato. En primer lugar el TIE/fo, versión mejorada del TIE/ln (este último era el caza TIE estándar de la trilogía clásica). El TIE/fo está equipado con escudos deflectores y un sistema de generación de energía más potente. Por otro lado, la Primera Orden también se ha dotado de una versión aún más mejorada, el caza TIE/sf, para operaciones especiales. Se trata de un aparato biplaza con asientos eyectables y cabina presurizada, más potente y dotado de armamento defensivo: además del armamento frontal situado sobre afuste fijo (dos cañones láser del modelo L-s9.6, fabricados por Sistemas de Flota Sienar-Jaemus), el TIE/sf dispone también de una torreta ventral capaz de disparar hacia delante o hacia atrás, aunque tiene la función principal de proteger al caza de los aparatos enemigos que lo ataquen desde su cola. La torreta comprende un par de cañones láser SJFS Lb-14 así como un lanzador de torpedos de fragmentación. Mientras que el piloto puede accionar todas las armas de a bordo, el artillero de cola sólo puede manejar la torreta.

## Los cazas TIE en el universo expandido
Paralelamente al desarrollo de los modelos de caza TIE presentes en las películas, el universo expandido de la saga (novelas, juegos de rol, videojuegos, historietas, etc.) ha ido desarrollando otros modelos de caza TIE. El primer medio de expresión en hacer mención de modelos de caza TIE diferentes de los visibles en las películas de la saga fue el de los juegos de rol. En 1987 la editorial West End Games publicó el primer juego de rol de Star Wars. En él y en sus suplementos (ya desde noviembre de 1987, con The Star Wars Sourcebook, suplemento conocido en castellano como Star Wars: La guía) se identificaba al caza TIE estándar de las películas con el modelo «ln» (TIE/ln) y se hacía mención de otros modelos designados como «rc» (TIE/rc), «fc» (TIE/fc) y «gt» (TIE/gt), con diferentes especialidades atribuidas:
- El TIE/rc es una versión de reconocimiento.
- El TIE/gt está destinado al bombardeo y, en el período de la trilogía clásica (episodios IV, V y VI) está siendo progresivamente reemplazado por el bombardero TIE.
- El TIE/fc es el modelo destinado a la designación de blancos situados en el suelo. El TIE/fc sobrevuela zonas de combate sobre el suelo de un planeta y transmite datos para que grandes cruceros imperiales en órbita puedan bombardear o cañonear al blanco con precisión.

En los videojuegos uno de los modelos es el TIE Defensor, presente en la serie de simuladores espaciales Star Wars: X-Wing, Star Wars: TIE Fighter y Star Wars: X-Wing vs. TIE Fighter, y también en el videojuego de estrategia Star Wars: Rebellion. Lo que lo diferencia es su forma externa, ya que sus paneles solares, propios del sistema TIE, consisten en tres alas en forma de «Y». Posee cuatro cañones láser además de dos cañones de iones que sirven para desactivar los sistemas electrónicos del blanco y así poder efectuar capturas de naves enemigas sin necesidad de dañarlas o destruirlas. Dispone de una velocidad que alcanza o incluso supera con facilidad la de las naves más rápidas de la Rebelión e inclusive de sus otras hermanas del Imperio. Su maniobrabilidad es inmejorable y además posee un hiperimpulsor. Su blindaje, excepcional, se une a su sistema de escudos deflectores de alto poder, lo que lo convierte en uno de los cazas más completos del universo expandido. 
En el universo expandido existen más variantes de caza TIE, la mayoría de ellas empleadas por el Imperio. Muchas no son más que versiones más maniobrables, más rápidas o más potentes que el TIE estándar (el modelo «ln»), pero uno de los que tienen una capacidad más característica es el TIE Fantasma, el primero de los cazas TIE con un dispositivo de ocultación.
En la serie de videojuegos Star Wars: Battlefront hay modelos de caza TIE que disponen de torpedos de protones, como los TIE/gt (descritos en el juego de rol de 1987) o los bombarderos TIE (visibles en el episodio V).